# Jussi Vasara
Jussi Vasara (Helsinki, 14 maggio 1987) è un ex calciatore finlandese, di ruolo centrocampista.

## Carriera

### Club
In carriera ha totalizzato complessivamente 237 presenze e 46 reti nella prima divisione finlandese. Ha inoltre giocato 2 partite in Europa League, 2 partite nei turni preliminari di Champions League e 18 partite (con anche 2 gol segnati) nei turni preliminari di Europa League.

### Nazionale
Ha partecipato ai campionati europei Under-21 nel 2009. Nel 2013 ha invece giocato una partita con la nazionale maggiore.

## Palmarès

### Club

#### Competizioni nazionali
- Veikkausliiga: 1

SJK: 2015
- Suomen Cup: 2

Honka: 2012
SJK: 2016
- Liigacup: 2

Honka: 2010, 2011